# Geißblatt-Eule

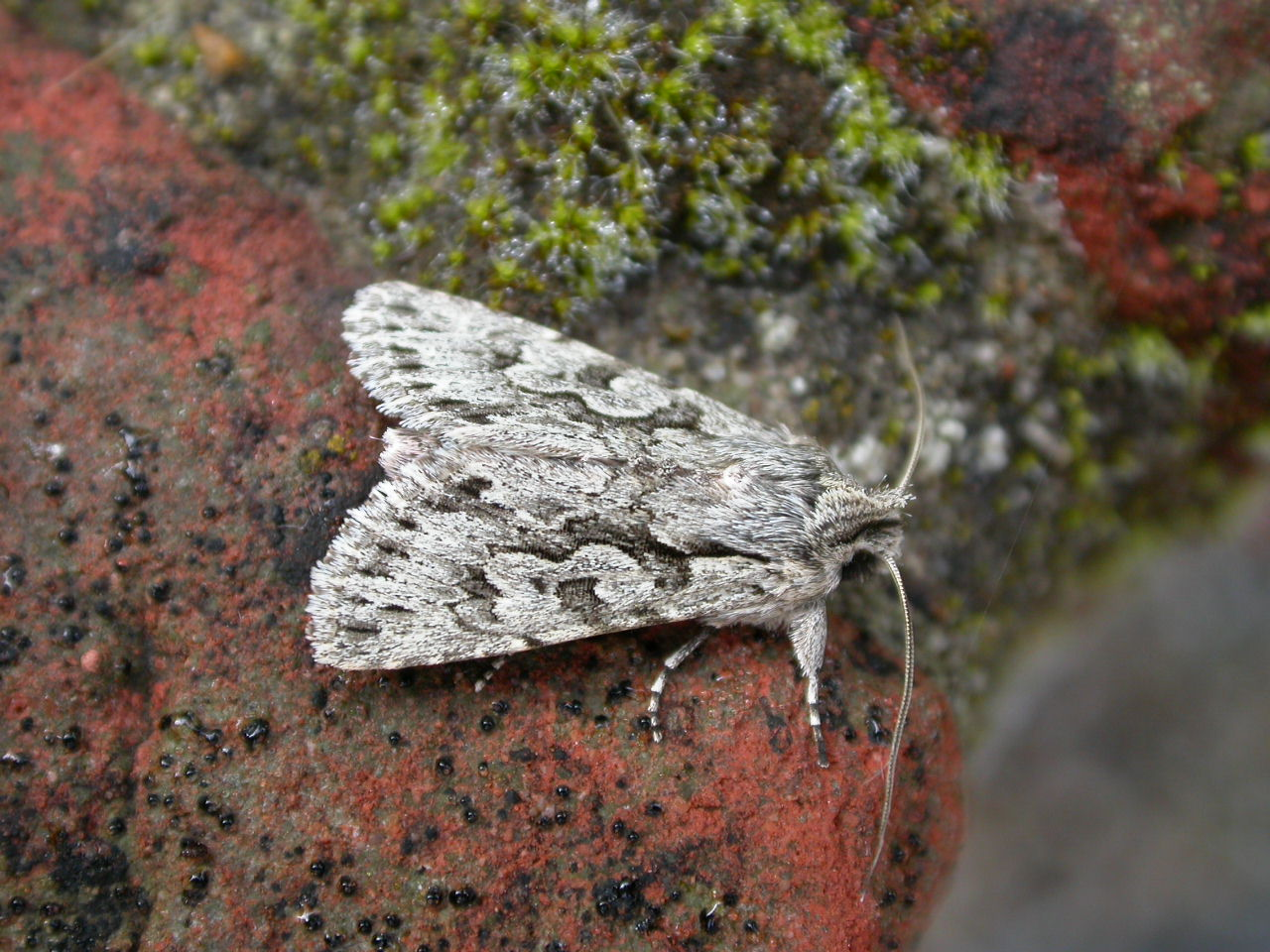
Hellgraue Farbvariante

Die Geißblatt-Eule (Xylocampa areola), zuweilen auch Geißblatteule geschrieben sowie Geißblatt-Kappeneule oder Heckenkirschenwald-Streifeneule genannt, ist ein Schmetterling (Nachtfalter) aus der Familie der Eulenfalter (Noctuidae). Das Artepitheton basiert auf dem lateinischen Wort areola mit der Bedeutung „kleiner Platz“ und bezieht sich auf das scharf abgegrenzte Feld der verbundenen Ring- und Nierenmakel.

## Merkmale

### Falter
Die Falter erreichen eine Flügelspannweite von 32 bis 40 Millimetern. Ihre Vorderflügeloberseite variiert von dunkelbraun bis hin zu verschiedenen Grautönungen und zeigt einige schwärzliche Einmischungen. Ring- und Nierenmakel sind groß, hell gerandet und meist im unteren Teil miteinander verbunden. Vor dem Saum heben sich schwarze Keilflecke ab. Die Hinterflügeloberseite ist von bräunlich grauer Farbe. Der Kopf ist stark buschig behaart, der Saugrüssel ist gut entwickelt.

### Ei
Das Ei ist kugelförmig, am unteren Ende abgeflacht und mit schwachen, unregelmäßigen Rippen überzogen. Es hat eine weiße bis bräunliche Farbe. Auf der Oberfläche heben sich einige kleine rotbraune Punkte ab.

### Raupe
Erwachsene Raupen haben eine gestreckte, schlanke Form. Ihre Grundfarbe variiert von ockerfarben bis zu dunkelbraun. Die Rückenlinie ist gelblich, zuweilen unterbrochen. Die hellbraunen bis gelblichen Seitenstreifen sind dunkelbraun angelegt. Am elften Segment befindet sich eine schwache Erhöhung. Die Stigmen sind weiß und schwarz gerandet. Der Kopf ist mit zwei dunklen Streifen versehen.

### Puppe
Die schlanke Puppe hat eine rötlich braune Farbe. Der Kremaster ist kurz und stumpf.

## Verbreitung, Lebensraum und Unterarten
Die Art kommt von der Iberischen Halbinsel nördlich bis Irland, Mittelengland, Dänemark, Südschweden und Südnorwegen, östlich durch Teile Deutschlands und Österreichs bis zur Ukraine vor. Exemplare aus den Maghrebstaaten und aus Süditalien werden der Schwesterart Xylocampa mustapha zugerechnet, die früher als Unterart Xylocampa areola srira bezeichnet wurde. Auf der Iberischen Halbinsel ist die Unterart Xylocampa areola modesta Warnecke, 1922 heimisch.
Die Geißblatt-Eule ist vorwiegend in Laub- und Mischwäldern, Feldrandhecken sowie in Gärten und Gebieten mit Unterholz zu finden.

## Lebensweise
Die Art bildet eine Generation im Jahr, deren Falter relativ früh im Jahr, und zwar von März bis Mai als Hauptflugzeit anzutreffen sind. Gelegentlich wurden schon einzelne Falter im Januar oder Februar beobachtet. Deshalb wird die Art im englischen Sprachgebrauch als Early Grey (Früher Grauer (Schmetterling)) bezeichnet. Die Falter sind dämmerungs- und nachtaktiv und besuchen künstliche Lichtquellen sowie Köder, bevorzugen zur Nahrungsaufnahme jedoch blühende Weidenkätzchen. Auch ihre sehr frühe Flugzeit verläuft weitestgehend parallel zur Weidenblüte (Salix). Tagsüber ruhen sie gerne an Bretterwänden, Mauern oder Baumstämmen. Die Raupen haben ein relativ kleines Nahrungsspektrum und bevorzugen die Blätter von Waldgeißblatt (Lonicera periclymenum) oder anderen Heckenkirschenarten (Lonicera). Sie leben zwischen Mai und Juli und verpuppen sich im Spätsommer. Die Puppe überwintert.

## Gefährdung
Die Geißblatt-Eule kommt in Deutschland in den einzelnen Bundesländern in unterschiedlicher Anzahl vor, fehlt in einigen westlichen und südlichen Gebieten vollständig und wird auf der Roten Liste gefährdeter Arten „auf der Vorwarnliste“ eingestuft.